# Racopilum penzigii
Racopilum penzigii là một loài rêu trong họ Racopilaceae. Loài này được Müll. Hal. ex Brizi mô tả khoa học đầu tiên năm 1893.